# Меморіал убитим євреям Європи
Меморіал убитим євреям Європи або Меморіал жертвам Голокосту (нім. Denkmal für die ermordeten Juden Europas) — меморіал в Берліні, встановлений в пам'ять про євреїв — жертв нацизму.

## Історія створення
Ідеї і плани по створенню цього меморіального комплексу з'явилися ще в 1988 році. Сама ідея зведення меморіалу належить берлінській публіцистці Леї Рош, яка організувала в 1989 році спеціальний фонд будівництва «Пам'ятника вбитим євреям Європи». Проект отримав підтримку ряду відомих осіб, включаючи колишнього канцлера ФРН Віллі Брандта.
Меморіал споруджений за проектом деконструктівіста Пітера Айзенмана.
Будівництво тривало з 2003 року. Меморіал був відкритий в 2005 році.
Меморіал розташований у центрі Берліна південніше Бранденбурзьких воріт. Являє собою величезне поле із 2 711 сірих плит.
За рік з моменту відкриття меморіал відвідали близько трьох з половиною мільйонів людей.